# العلاقات الفلسطينية الصومالية
العلاقات الفلسطينية الصومالية هي العلاقات الثنائيّة بين دولة فلسطين وجمهورية الصومال.

## التاريخ
تدعم الصومال حل القضية الفلسطينية وفقًا لحل الدولتين.
في عام 2022 نشرت صحيفة إسرائيلية تقارير عن مُباحثات سرية جرت في العاصمة الإسرائيلية تل أبيب عام 2016 بين رئيس الوزراء الإسرائيلي بنيامين نتنياهو وبين الرئيس الصومالي حسن شيخ محمود، وأن الحكومة الصومالية تبحث على إثر هذه المباحثات تطبيع العلاقات مع إسرائيل وهو ما نفاه الجانب الصومالي مؤكّدًا على موقفه الثابت من القضية الفلسطينية.
قال رئيس الوزراء الصومالي حمزة عبدي بري خلال الحرب الفلسطينية الإسرائيلية عام 2023، أن حركة حماس ليست بمنظمة إرهابية وإنما حركة تحررية لأرضها وشعبها.

## التمثيل الدبلوماسي
تتولى البعثة الدبلوماسية الفلسطينية في جيبوتي مهام تمثيل دولة فلسطين بشكل غير مقيم لدى الصومال.
ليس للصومال بعثة دبلوماسية لدى دولة فلسطين.